# Hatsik
Hatsik là một đô thị thuộc tỉnh Shirak, Armenia. Dân số ước tính năm 2011 là 1050 người.